# 斯考滕群島

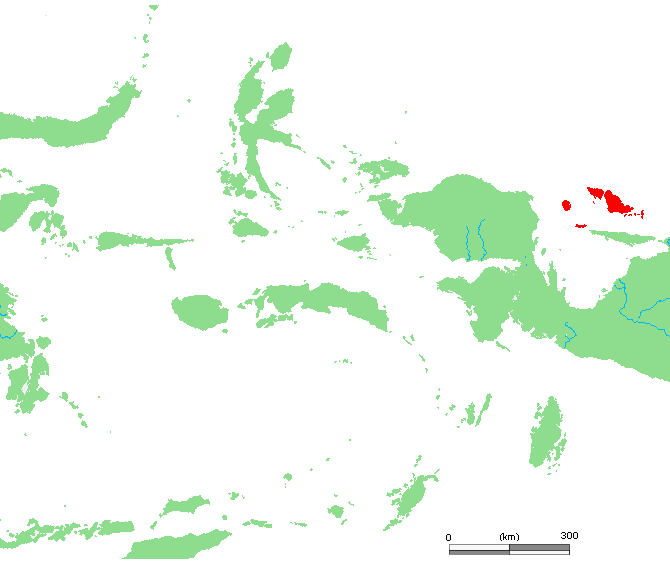
斯考滕群島的位置

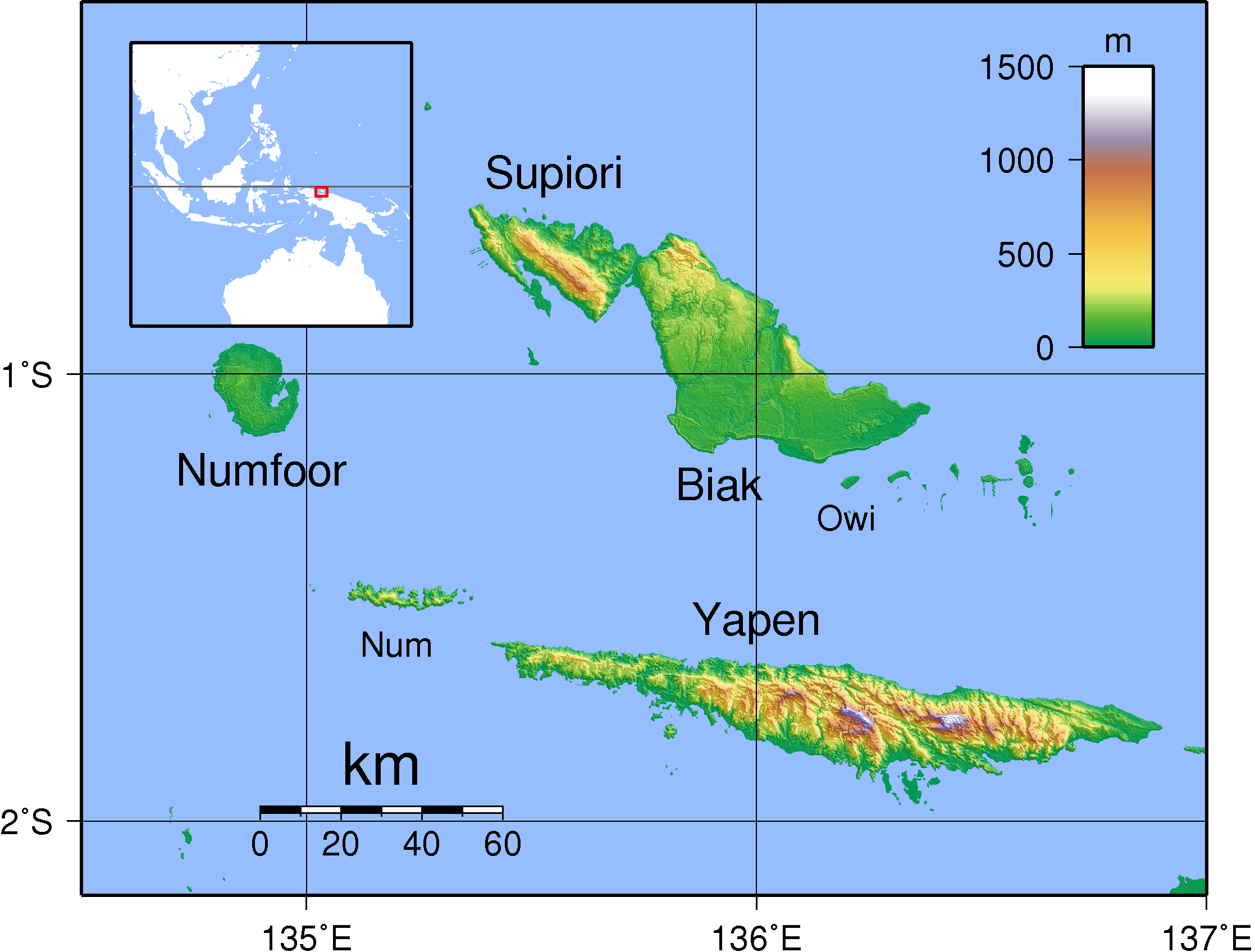
斯考滕群島于鸟头湾

斯考滕群島（英語：Schouten Islands）位於南太平洋，是印尼東部巴布亞省的群島，主要島嶼包括比亞克島、苏皮奥里岛、亚彭岛及农福尔岛。行政区划归属比亚克农福尔县、苏皮奥里县和亚彭群岛县三县。群岛主要城市是比亚克。
斯考滕群島是由荷蘭探險家威廉·斯考滕所命名。